# Noviembre
Pour plus de détails, voir Fiche technique et Distribution.
Noviembre est un film espagnol réalisé par Achero Mañas, sorti en 2003.

## Synopsis
Alfredo et sa troupe arrivent à Madrid pour faire du théâtre de rue.

## Fiche technique
- Titre : Noviembre
- Réalisation : Achero Mañas
- Scénario : Achero Mañas avec la collaboration de Federico Mañas
- Musique : Eduardo Arbide
- Photographie : Juan Carlos Gómez
- Montage : Nacho Ruiz Capillas
- Production : José Antonio Félez
- Société de production : Alta Films, Canal+ España, Televisión Española et Tesela Producciones Cinematográficas
- Pays :  Espagne
- Genre : Aventure et comédie dramatique
- Durée : 104 minutes
- Dates de sortie : 
  -  Espagne : 26 septembre 2003

## Distribution
- Óscar Jaenada : Alfredo
- Íngrid Rubio : Lucía
- Javier Ríos : Juan
- Juan Díaz : Daniel
- Adriana Domínguez : Alicia
- Jordi Padrosa : Imanol
- Núria Gago : Helena
- Juanma Rodríguez : Pedro
- Héctor Alterio : Yuta
- Paloma Lorena : Lucía
- Angel Facio : Juan
- Juan Margallo : Daniel
- Amparo Valle : Alicia
- Fernando Conde : Imanol
- Amparo Baró : Helena
- Juan Diego : Pedro
- José Luis Torrijo : Eduardo
- Carlos Kaniowsky : la père d'Alfredo
- Petra Martínez : la mère d'Alfredo
- Alberto Ferreiro : Alejandro
- Alex O'Dogherty : Marmol
- Pablo Vega : Alfonso
- Raúl Jiménez : Rodrigo
- Berta Gómez : Marina
- Vicent Gavara : Pablo

## Distinctions
Le film a été nommé pour trois prix Goya.